# Rhacophorus cyanopunctatus
Espèce
Synonymes
- Leptomantis bimaculatus Iskandar & Colijn, 2000

Statut de conservation UICN

 LC  : Préoccupation mineure
Rhacophorus cyanopunctatus est une espèce d'amphibiens de la famille des Rhacophoridae.

## Répartition et habitat
Cette espèce se rencontre entre 150 et 1 600 m d'altitude :
- en Malaisie péninsulaire et en Malaisie orientale ;
- en Indonésie sur l'île de Sumatra et au Kalimantan ;
- à Singapour ;
- dans le sud de la Thaïlande ;
- dans le sud du Viêt Nam.

Elle vit dans la forêt tropicale humide primaire, près des cours d'eau.

## Publication originale
- Manthey & Steiof, 1998 : Rhacophorus cyanopunctatus sp. n. (Anura: Rhacophoridae), ein neuer Flugfrogsch von der Malaiischen Halbinsel, Sumatra und Borneo. Sauria, Berlin, vol. 20, no 3, p. 37-42.